# جاك كيلي
جاك كيلي (بالإنجليزية: Jack Kelly (actor))‏ (و. 1927 – 1992 م) هو ممثل، وسياسي، وممثل تلفزيوني من الولايات المتحدة الأمريكية . ولد في مدينة نيويورك .
وهو عضو في الحزب الجمهوري .
توفي في هونتينغتون بيتش، أورانج، كاليفورنيا .بسبب سكتة دماغية .

## معرض صور

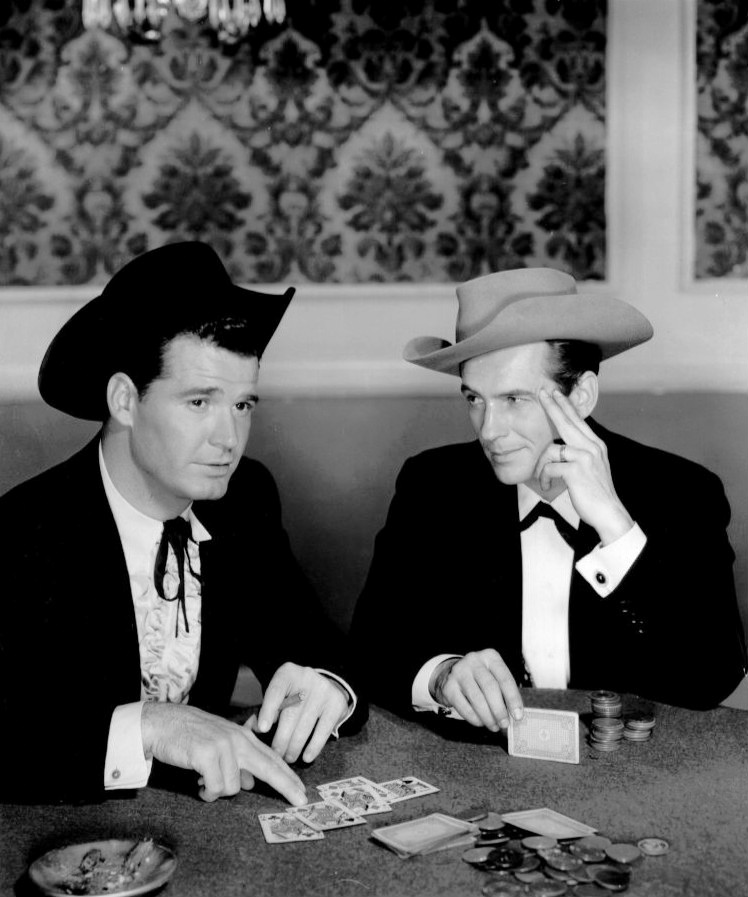
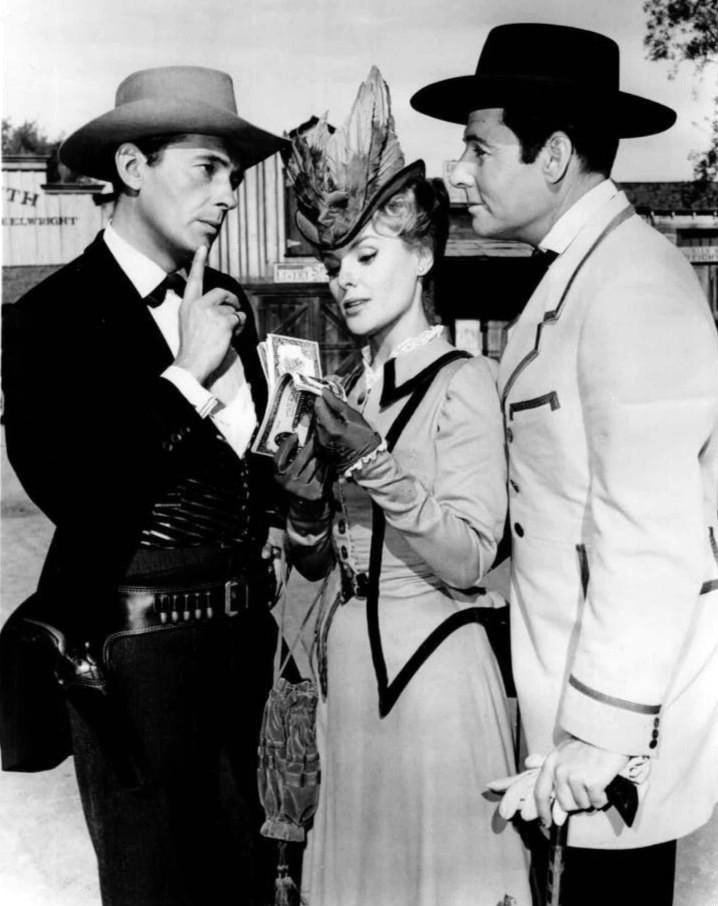
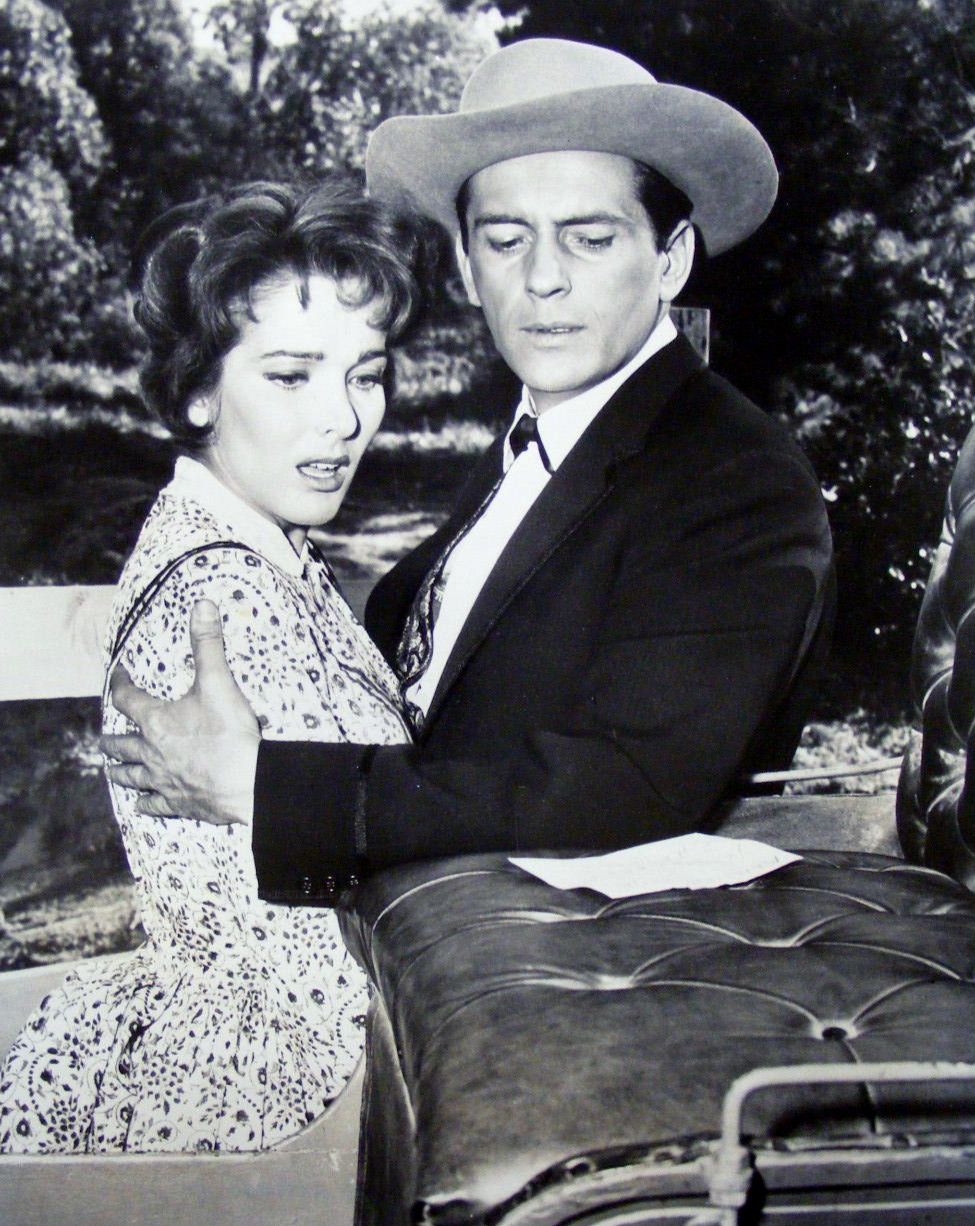
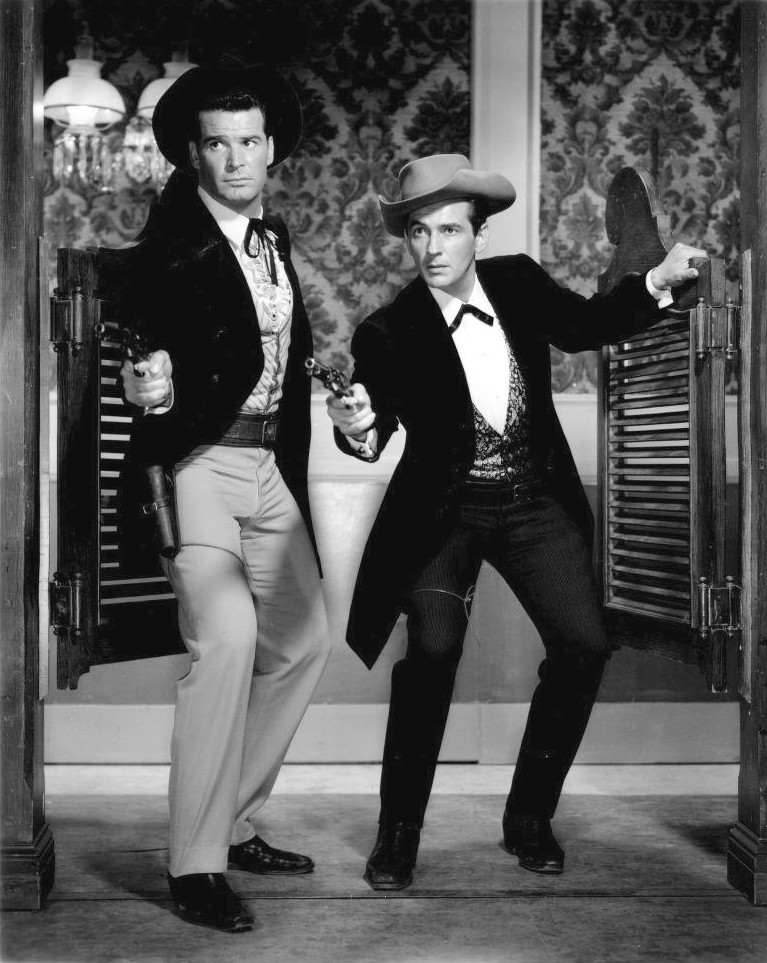

## روابط خارجية
- جاك كيلي على موقع IMDb (الإنجليزية)
- جاك كيلي على موقع ألو سيني (الفرنسية)
- جاك كيلي على موقع تيرنر كلاسيك موفيز (الإنجليزية)
- جاك كيلي على موقع أول موفي (الإنجليزية)
- جاك كيلي على موقع أول موفي (الإنجليزية)
- جاك كيلي على موقع قاعدة بيانات برودواي على الإنترنت (الإنجليزية)
- جاك كيلي على موقع قاعدة بيانات الأفلام السويدية (السويدية)
- جاك كيلي على موقع إن إن دي بي (الإنجليزية)
- جاك كيلي على موقع قاعدة بيانات الفيلم (الإنجليزية)
- جاك كيلي على موقع كينوبويسك (الروسية)